# Casimere Jollette
Casimere Jollette (Addison, 26 de marzo de 1996) es una actriz y bailarina estadounidense, reconocida principalmente por su papel como Bette Whitlaw en el seriado de Netflix Tiny Pretty Things.

## Carrera
Nativa de Addison (Illinois), Jollette inició su carrera a comienzos de la década de 2010, registrando apariciones menores en series como Chicago P.D. y  Flhaunt. En 2015 interpretó el papel de Linz en seis capítulos del seriado Guidance, y un año después apareció como Morgan en seis episodios de la serie East Los High.
Tras aparecer como invitada en capítulos de series como Sleep Tight, Dimension 404, Code Black, This is Us y Dirty John, en 2020 interpretó el papel principal de Bette Whitlaw en el seriado Tiny Pretty Things de la plataforma Netflix.
En producciones cinematográficas, Jollette a interpretado los papeles de Claire Sutton en Divergente (2014), Natalie en F.R.E.D.I. (2018) y de Aviva en Perpetrator (2023). Su desempeño en el filme F.R.E.D.I. le valió un premio a la mejor actriz joven en el Action On Film International Film Festival de 2018.

## Filmografía

### Cine
| Año  | Título      | Papel         | Notas |
| ---- | ----------- | ------------- | ----- |
| 2014 | Divergente  | Claire Sutton |       |
| 2018 | F.R.E.D.I.  | Natalie       |       |
| 2023 | Perpetrator | Aviva         |       |

### Televisión
| Año  | Título             | Papel         | Notas        |
| ---- | ------------------ | ------------- | ------------ |
| 2014 | Chicago P.D.       | Hija          | 1 episodio   |
| 2015 | Flhaunt            | Des           | 1 episodio   |
| 2015 | Guidance           | Linz          | 6 episodios  |
| 2016 | East Los High      | Morgan        | 6 episodios  |
| 2016 | Sleep Tight        | Des           | 1 episodio   |
| 2017 | Dimension 404      | Brie          | 1 episodio   |
| 2018 | Code Black         | Danica Fields | 1 episodio   |
| 2019 | Dirty John         | Skylar        | 1 episodio   |
| 2019 | This Is Us         | Bailarina     | 1 episodio   |
| 2020 | Tiny Pretty Things | Bette Whitlaw | 10 episodios |